# Rico Steinemann
Rico Steinemann (ur. 16 czerwca 1939 roku w Zurychu, zm. 12 czerwca 2003 roku w Russikonie) – szwajcarski kierowca wyścigowy.

## Kariera
Steinemann rozpoczął karierę w międzynarodowych wyścigach samochodowych w 1967 roku od startu w klasie GT 5.0 24-godzinnego wyścigu Le Mans, w którym odniósł zwycięstwo w klasie, a w klasyfikacji generalnej był jedenasty. Rok później powtórzył sukces w klasie P 3.0. Stanął również wówczas na drugim stopniu podium klasyfikacji generalnej.